# Cantiga da Ribeirinha
Também conhecida por "Criação de Adão", apesar de ser considerada a primeira cantiga de amor sua data de composição ainda é muito discutida, tendo estudiosos que dizem que ela foi criada em 1189 ou em 1198, enquanto outros não admitem que sua criação possa ser antes de 1200. Foi composta por Paio Soares de Taveirós e recebeu esse nome por ter sido dedicada a D. Maria Pais Ribeira, concubina de Sancho I de Portugal, apelidada com o nome de "Adãozinho".
Sobre seu gênero, embora o mais aceito seja a cantiga de amor, por falar de um amor platônico do poeta, pequeno fidalgo, por uma mulher nobre e inacessível, não há um consenso definitivo, podendo, conforme a interpretação, ser considerada uma cantiga de amor ou ainda de escárnio e maldizer. Segundo acreditam alguns estudiosos, a cantiga estaria incompleta pois, originalmente, seria composta de três estrofes, sendo que uma estaria perdida. Há ainda uma hipótese mais recente que, inclusive, contesta a autoria de Paio Soares de Taveirós, atribuindo a cantiga a Martim Soares.
Segue, abaixo, o poema trovadoresco em galego-português e na versão português atual:

## Os versos
No mundo non me sei parelha,

mentre me for' como me vai,

ca ja moiro por vós - e ai!

mia senhor branca e vermelha,

Queredes que vos retraia

quando vos eu vi em saia!

Mao dia me levantei,

que vos enton non vi fea!

E, mia senhor, des aquelha

me foi a mí mui mal di'ai!,

E vós, filha de don Paai

Moniz, e ben vos semelha

d'haver eu por vós guarvaia,

pois eu, mia senhor, d'alfaia

nunca de vós houve nen hei

valía dũa correa.

## Paráfrase Em português atual
No mundo ninguém se assemelha a mim

Enquanto a vida continuar como vai,

Porque morro por vós e - ai! -

Minha senhora alva e de pele rosadas,

Quereis que vos retrate

Quando eu vos vi sem manto.

Maldito seja o dia em que me levantei

E então não vos vi feia!

E minha senhora, desde aquele dia, ai!

Tudo me ocorreu muito mal!

E a vós, filha de Dom Paio

Moniz, parece-vos bem

Que me presenteeis com uma guarvaia,

Pois eu, minha senhora, como presente,

Nunca de vós recebera algo,

Mesmo que de ínfimo valor.

Obs.: a guarvaia era um manto luxuoso, provavelmente de cor vermelha, usado pela nobreza.